# Àngela Aubanell Rams
Àngela Aubanell Rams   (Gandesa, 1996) és una escriptora i dibuixant catalana apassionada del fan art i de la literatura juvenil i fantàstica.
És especialista de l'Àsia oriental amb menció de Llengua i Humanitats per la Universitat Autònoma de Barcelona, en la qual es va graduar amb el premi extraordinari del grau. També es va especialitzar en l'idioma japonès i va consolidar-lo a Kyoto, atès que va estudiar el tercer curs de la carrera a la Universitat de Ryukoku. Després, va fer un màster sobre Negocis i Cultura de la Xina a la Universitat de Barcelona, gràcies al qual va poder visitar el país i participar en el projecte “Advanced Research Project – Understanding China” de la Universitat d’Estudis Estrangers de Beijing.
Ha treballat ocasionalment d’intèrpret japonès-castellà i en empreses d’exportació i importació vinculades amb el sector alimentari asiàtic. Ara, però, treballa com a analista de dades del llenguatge en un projecte en particular.
Pel que fa a l'escriptura i al dibuix, s'hi va acostar de ben petita per a entretenir-se. Tant el 2012 com el 2013 va ser guardonada en el Certamen de Narrativa Breu per a Joves Sant Jordi d'Ascó. Des d'aleshores, ha rebut diversos premis literaris juvenils i de gènere fantàstic. El febrer del 2022, va publicar La Martina, la seva primera novel·la.